# El economista (Lost)
"The Economist" (título en España y Latinoamérica: "El economista") es el tercer episodio de la cuarta temporada de la serie Lost, de la cadena de televisión ABC. El episodio está escrito por Edward Kitsis y Adam Horowitz, y dirigido por Jack Bender. Fue transmitido originalmente en Estados Unidos y Canadá el 14 de febrero de 2008, reuniendo una audiencia media de millones de espectadores.
El episodio ocurre el 24 de diciembre de 2004, 94 días después de que el Vuelo 815 se estrellara en la isla. La rehén de Locke, Charlotte Lewis, puede ser la clave para salir de la isla, así que Sayid y Kate van en su búsqueda en un intento de negociar un trato pacífico.

## Trama
Jack (Matthew Fox) y Miles (Ken Leung) discuten acerca de qué hacer al respecto de Ben (Michael Emerson) y Charlotte (Rebecca Mader), que están en manos de Locke (Terry O'Quinn). Sayid (Naveen Andrews), tras ofrecerle sus respetos a Naomi, toma su pulsera que tiene grabado "N. ru siempre contigo R.G". Después se ofrece para recuperar a Charlotte sin violencia a cambio de volar luego en el helicóptero hacia el buque de los recién llegados. Se va acompañado de Miles y Kate (Evangeline Lilly), pero pide que Jack no vaya con ellos, pues es impredecible lo que pueda hacerle a Locke.
Mientras Sayid se va, Dan (Jeremy Davies) habla con Regina (Zoe Bell), que está en el buque, y le pide que lance cierto proyectil sobre la isla. Cuando el proyectil llega, Daniel registra que un reloj que lleva se ha retrasado 31 minutos.
El grupo dirigido llega al lugar de la cabina de Jacob pero no hay nadie. Locke se aparta del camino hacia las barracas y usa a Hurley (Jorge Garcia) para ponerle una trampa a Sayid, Kate y Miles.
Kate se encuentra en un cuarto con Sawyer (Josh Holloway) y discute sobre las razones para quedarse en la isla o regresar. Kate, convencida de que sería arrestada si regresa, se pasa al grupo de Locke. 
Sayid encuentra en la vivienda de Ben un escondite con muchos pasaportes que utiliza para salir de la isla cuando quiere. Luego Sayid negocia con Locke, canjear a Charlotte por Miles para poder ir al buque. Locke le plantea que ello no es necesario porque Ben tiene un espía en el carguero y Sayid le responde que preferiría vender su alma a confiar en Ben.
En el helicóptero, Desmond (Henry Ian Cusick) confronta a Dan y Frank, el piloto, sobre por qué Naomi tenía la foto con su novia Penélope. Frank niega conocerla, pero Desmond sin embargo le exige un puesto en el helicóptero. En ese momento, Sayid regresa solamente con Charlotte. Frank acusa a Sayid de ser deshonesto, pero como considera a Miles como una persona muy problemática, acepta volar con Sayid.

### Flashfoward
Los adelantos del episodio se centran en Sayid, quien ahora es uno de Los Seis del Oceanic. Se ha convertido en un sicario al servicio de Ben: mata a un hombre italiano (Armando Pucci) en un campo de golf en las Seychelles. 
En Berlín Sayid corteja a una mujer, Elsa (Thekla Reuten), con el objetivo de acercarse a su patrón, el epónimo "economista". Elsa usa una pulsera igual a la de Naomi. Después de un tiempo, cuando Sayid parece estarse enamorando de ella, se descubre que Elsa lo espía para saber con quién trabaja. Ella le dispara y lo hiere en un hombro. Sayid también dispara y mata a Elsa, pero se queda muy triste y llora.  
Al final del episodio, Sayid es curado por Ben en el consultorio de un veterinario. Ben lo recrimina por llorar por Elsa y le dice que "esa gente no merece simpatías" y que "recuerde lo que le pasó la última vez que pensó con el corazón y no con la pistola". Sayid contesta que Ben utilizó esa circunstancia para reclutarlo. Ben le asigna otra misión, pero Sayid argumenta que ahora saben quién es; Ben replica, "bien".